# Viitasalo
Viitasalo är en ö i Finland. Den ligger i sjön Juurusvesi och Akonvesi och i kommunen Kuopio i den ekonomiska regionen  Kuopio ekonomiska region  och landskapet Norra Savolax, i den centrala delen av landet, 400 km nordost om huvudstaden Helsingfors. Öns area är 3,43 kvadratkilometer och dess största längd är 3,6 kilometer i nord-sydlig riktning.